# إبراهيم خان
إبراهيم خان (12 أغسطس 1936 - 9 يناير 2007)، ممثل سوداني.

## حياته
ولد من أب سوداني وأم مصرية، له مشوار فني امتد لما يقرب من 40 عاماً، وعاش معظم حياته بمصر ومثل الكثير من الأفلام تصل إلى حوالي 50 فيلماً وكذلك العديد من المسلسلات التليفزيونية. توفي يوم الثلاثاء الموافق 9 يناير 2007 عن عمر ناهز 70 عاماً بعد تليف حاد في الكبد والرئتين استدعى علاجًا كيميائيًّا.
قدم إلى مصر عام 1954 والتحق بالمعهد العالي للفنون المسرحية وتخرج عام 1961.
على الرغم من حياته في مصر إلا أنه لم يحصل على الجنسية المصرية وإنما احتفظ بجنسية والده.

### بداياته
عمل في بدايته بإذاعة ركن السودان التي تحولت بعد ذلك إلى اسم إذاعة وادي النيل، إلى أن قابل أحد المنتجين بالصدفة، والذي أقنعه بإمكانية عمله ممثلًا وأكد له أنه يصلح للتمثيل.

## أعماله

### أفلام
| - شياطين الشرطة:1992-اللواء - المشاغب ستة:1988-محسن - نواعم:1988-شكري - عشماوي:1987-ادهم حسن المنزلاوى/مصطفى ذهنى - الداهية:1986-العقيد علاء رمضان رئيس المباحث - الذئاب:1983-امين عبد الدايم - Dawn of the Mummy:1981-غريب - دائرة الشك:1980-إسماعيل - الصعود إلى الهاوية:1978-صبرى عبد المنعم - قطة على نار:1977-مختار - البنت الحلوة الكدابة:1977-باهر - سري جداً:1977-حسن عبد السيد - أنا لا عاقلة ولا مجنونة:1976 | - دائرة الانتقام:1976-شريف وهبي - المذنبون:1975-لص الخزائن - الزائر الغريب:1975 - وكان الحب:1974-مدحت - الشياطين والكورة:1973-رفيق - 3 فتيات مراهقات:1973-وحيد - شباب في محنة:1972 - المدينة الهادئة:1972-عبده - ليلة حب أخيرة:1972-فؤاد وجدي - نحن الرجال طيبون:1971-عباس - عصابة الشيطان:1971-مجاهد حسنين - امرأة لكل الرجال:1971-شريف - موسيقى وجاسوسية وحب:1971 | - الحب والثمن:1970 - الأشرار:1970-ضياء - نهاية الشياطين:1970-رأفت - الثعلب والحرباء:1970-عزيز - غروب وشروق:1970-سمير - ابن الشيطان:1969-ابراهيم - الشجعان الثلاثة:1969 - ايدك عن مراتي:1968-عباس - القاهرون:1967-الوزير الخائن - عصابة المهربين:1967 - كرم الهوى:1967 - أنتربول في بيروت:1966-ضيف الشرف - مغامرات فلفلة:1966 | - الغرفة رقم (7):1966 - سلطانة:1966 - العقل والمال:1965-بروتس (قائد روماني) - عتاب:1964-سمير - العسل و المر:1964 - رجل بلا قلب:1960-عادل صديق نبيل - أنا حرة:1959-من الثوار - حكاية حب:1959-عادل - القلب له أحكام:1956-صديق حمدى - الشبكة - عاصفة على البتراء - لعبة الحظ |

### مسلسلات
| - أمير الشرق عثمان دقنة:2007 - المخبر الخاص:2007 - التخطيط الحلزوني:2007 - نور الصباح:2006 - الإمام المراغي:2006-محمد محمود باشا - حبيب الروح:2006 - دوائر الشك:2005 - الإمام محمد عبده:2005 - المنصورية:2005 - أحلام البنات:2004-ضيف شرف - القرار الأخير:2004 - حدث في الهرم:2004 - المرسي والأرض:2004 - بابا في تانية رابع:2004 - للسعداء فقط:2003 - مارينا مارينا:2002 - الرجل المنتظر:2002 - صراع الأقوياء:2001 - الخير ينتصر أحيانا:2001 - نساء في الغربة:2000 - ابن ماجة ... القزويني:2000 - أستاذي الجليل رفقا بنا:2000 - الفتح المبين عقبة بن نافع:2000-جوريجيوس | - أوبرا عايدة:2000-د. شوقي - رائحة الورد:1999 - كلمات:1999-طاهر - ربما نلتقى:1999 - عائلة الديناصورات:1998-سعيد - اعترافات مصدر مسؤول:1998 - اللعب في المضمون:1998-مراد - ويأخذنا تيار الحياة:1998 - الإمام الترمذي:1998-عمر بن عبد الله - أم العروسة:1998 - كلام في كلام:1998 - حكاية أمل:1998 - الماضي يعود الآن:1997 - كلهن طيبات:1997 - أحلام الغروب:1996 - موعد مع الغائب:1995 - أبو القاسم الطنبوري وإخوانه:1995 - سر الغائب:1994 - قلبي ليس في جيبي:1994 - زمن الأقوياء:1994 - ليالي الغضب:1993 - الآنسة كاف:1993 - ناس ولاد ناس:1993-منصور فاضل | - هنادي:1993 - سبعة وجوه للحقيقة:1992 - الغول:1992 - السيرة العربية:1992 - بين ثلاثة:1991 - أبدًا لم يكن حبًا:1990-وحيد شكري - رأفت الهجان (ج2):1990-إلياهو جادوسكي - لؤلؤ وأصداف:1989 - ثمن الخوف:1988 - الأخوة زنانيري:1988-حمصاني - نار ودخان:1988-ضيف الحلقات - وشاءت الأقدار:1987 - الضابط والمجرم:1987-نعيم الأيوبي - النهر لا يحترق:1987 - ملحمة الحب والرحيل:1986-امرؤ القيس بن أبان - المنعطف:1986-محسن رمضان - المكتوب على الجبين:1986 - ألوان:1985 - بلاط الشهداء:1985-حبيب بن أبي عبيدة - الزير سالم:1984-صفوان - غريب على الطريق:1984 - محمد رسول الله (ج4):1984 - جواري بلا قيود:1984-حسين / محمود - أبرياء في قفص الاتهام:1984-إبراهيم | - عمرو بن العاص:1983-أرتيبون - وتوالت الأحداث عاصفة:1982-حامد - ومشيت طريق الأخطار:1981 - سباق الثعالب:1981-سعيد - بطل الدوري:1980 - الفارس العاشق:1980 - أيام من الماضي:1979 - أنا مش أنا:1978-البروفيسير بوري - هروب:1976 - الهاربان:1976 - الرجل الثالث:1972 - بيار الملح:1967-حمدي - بعد الرحيل - شهادة ميلاد - حكم الزمن-د. أمين - المهاجرون - سلف ودين - النصيب - نداء الفجر-ثعلبة - قافلة النور-بندار - المشهد الأخير - جبال النار - حاتم زمانه - الشهد المر |

| - أمواج تحت السطح:2006 - بريق الوهم:2004 - المقعد الخلفي:2003 - الحب في امتحان:1997 - الوهم - أيام الخوف - حد الهاوية - جريمة لم ترتكب | - قطار الذكريات:1996 - الجريء والمليونير:1994 - بداية ونهاية:1985-محروس - أجمل لقاء في العالم:1973-شوكت - كناس في جاردن سيتي:1962-أول دور مسرحي - باب زويلة - أصحاب النشانات - أحببت فيك عذابي |

## روابط خارجية
- إبراهيم خان على موقع IMDb (الإنجليزية)
- إبراهيم خان على موقع الدهليز
- إبراهيم خان على موقع قاعدة بيانات الأفلام العربية
- إبراهيم خان على موقع قاعدة بيانات الفيلم (الإنجليزية)